# Schepdael
Schepdael, en néerlandais Schepdaal, est une section de la commune belge de Dilbeek (Pajottenland) située en Région flamande dans la province du Brabant flamand. C'était une commune à part entière avant la fusion des communes de 1977.

## Démographie

### Évolution démographique
- Sources : INS, Rem. : 1831 jusqu'en 1970 = recensements, 1976 = nombre d'habitants au 31 décembre[2].

## Château Brifaut ou dit «de Schepdael»
Situé au croisement des rues Scheestraat et Vaerenbergstraat, ainsi que de la Wyngaardstraat et de la chaussée de Bruxelles, le château de Schepdael, avec son parc, ses avenues, ses dépendances, ses terres et prairies, ainsi que son étang (aujourd'hui disparu), est situé sur les communes de Schepdael et de Lennick-Saint-Martin. La propriété a une contenance globale d’environ 17 hectares.
Le château de Schepdael fut initialement occupé par le notaire bruxellois Daniel Léopold Gustave Eliat-Eliat, chevalier de l’ordre de Léopold (Bruxelles, 7 mai 1826 – Château de Schepdael, 17 juin 1888), qui y décéda.
Notaire de 1862 à 1888, Gustave reprit l’étude de son oncle, Henri Eliat (Bruxelles, 2 novembre 1798), actif de 1832 à 1861, qui l’avait adopté. Gustave Eliat était également connu comme un amateur passionné d’agronomie et d’horticulture, y consacrant tous ses loisirs et décorant de ses plus belles fleurs les fenêtres de son hôtel de la rue neuve. Il participa et gagna plusieurs concours et expositions, notamment lors de l’Exposition nationale de Bruxelles en 1880.
Gustave épousa Hélène-Caroline Mersman (Bruxelles, 24 septembre 1841 – 3 mai 1907), dont il eut 5 enfants. Leur 5e enfant, Laure Eliat-Eliat (Bruxelles, 16 mai 1876 – 30 octobre 1965) épousa Alexis van Damme (St-Josse, 25 novembre 1873 – Schepdael, 11 avril 1949), conseiller à la Société Générale de Belgique.
À la fin du XIXe siècle, le château appartenait à la famille Van Hoorde. Le 8 septembre 1914, il fut visité notamment par les Allemands, alors qu'une Mlle Van Hoorde y vivait encore .
Au cours de l'entre-deux-guerres, le château passa aux mains de multiples propriétaires : notamment Victorienne Ghislaine Françoise Renée, comtesse de Mérode, douairière du comte John d’Oultremont, qui vendit le château à la baronne Albert Sloet van Oldruitenborgh (née Marie Laurence Valérie Orban) en 1923. En 1928, cette dernière revendit le château à Mme Charles Claes (née Léona Zoude) et à ses enfants Louise, Lucie et Charles.
Dès que le bien fut acheté en 1928, d'importants travaux débutèrent. En novembre 1928, il ne restait plus que la façade arrière du château initial, avant sa reconstruction tel qu’il est aujourd’hui. Les travaux furent réalisés par l’entrepreneur Kinnard au cours de l'année 1929. En août 1932, Louise Claes, épouse du député et sénateur catholique Valentin Brifaut (1875-1963), devint propriétaire à part entière du château. C'est depuis cette époque que le château fut appelé "Château Brifaut".
Au cours de la Seconde Guerre mondiale, le château fut occupé par un état-major allemand de troupes de transmission, qui tenta vainement de le détruire avant de s'enfuir. Il fut ensuite occupé par les troupes alliées, avant d'être pillé par la population avoisinante. À la suite de ce pillage, la famille Brifaut abandonna l'idée de s'y réinstaller.
En septembre 1954, le château fut dès lors revendu à l'Asbl "Prévoyance sociale - De Sociale Voorzorg". Il est devenu aujourd'hui une institution scolaire pour personnes légèrement handicapées, dénommée "Levenslust M.P.I." (Scheestraat, 74, 1750 Lennik).

## Personnalités
- Remco Evenepoel, coureur cycliste, y réside. Il est d'ailleurs surnommé le prodige de Schepdael[9],[10].
- Jef Valkeniers, docteur et dernier bourgmestre de Schepdael